# 奥托·胡尔特贝里
奥托·胡尔特贝里（瑞典語：Otto Hultberg，1877年11月14日—1954年11月24日），瑞典男子射击运动员。他曾代表瑞典参加1924年夏季奥林匹克运动会射击比赛，获得男子团体移动靶单次射击银牌。